# 前24年
| 千纪： | 前1千纪 |
| 世纪： | 前2世纪 \| 前1世纪 \| 1世纪                                                                                |
| 年代： | 前50年代 \| 前40年代 \| 前30年代 \| 前20年代 \| 前10年代 \| 前0年代 \| 0年代                               |
| 年份： | 前29年 \| 前28年 \| 前27年 \| 前26年 \| 前25年 \| 前24年 \| 前23年 \| 前22年 \| 前21年 \| 前20年 \| 前19年 |
| 纪年： | 西汉阳朔元年                                                                                               |

## 大事记
- 屋大维第十次成为罗马执政官。
- 屋大维建立尼苛颇里城，纪念他在埃及战胜了马克·安东尼。

## 逝世
- 王章，漢朝京兆尹。